# 제14대 더비 백작 에드워드 스미스스탠리
제14대 더비 백작 에드워드 조지 스미스스탠리(Edward George Geoffrey Smith-Stanley, 14th Earl of Derby, KG, GCMG, PC, PC (아일랜드), 1799년 3월 29일 ~ 1869년 10월 23일)는 영국의 정치인이다. 그는 에드워드 스탠리(Edward Stanley), 스탠리 경(Lord Stanley)으로 잘 알려져있다. 오랜 기간 영국 보수당의 총수로 있으면서 총 세 차례 총리직을 맡았다. 같은 보수당의 벤저민 디즈레일리와 함께 농민 및 노동자 계층에 선거권을 부여한 1867년 개혁법(1867 Reform Act)의 통과에 공헌했다고 평가된다.

## 같이 보기
- 제1대 더비 백작 토머스 스탠리 - 먼 조상으로 헨리 7세를 국왕으로 즉위시킨 공적으로 지금의 작위를 수여받았다.